# Kevin Kilbane
Kevin Daniel Kilbane (ur. 1 lutego 1977 roku w Preston) – irlandzki piłkarz występujący na pozycji pomocnika.

## Kariera klubowa
Pierwszą drużyną w karierze Kevina Kilbane'a był angielski Preston North End. Irlandczyk występował tam przez trzy lata - od sezonu 1994/1995 do sezonu 1996/1997. Dzięki dobrym występom Kilbane dostał szansę przejścia do silniejszego West Bromwich Albion F.C., gdzie od razu wywalczył sobie miejsce w podstawowej jedenastce i stał się jednym z najważniejszych zawodników w zespole. W West Bromwich grał jednak tylko przez dwa lata, po czym został sprzedany do Sunderlandu. W drużynie "Czarnych Kotów" Kilbane grał przez cztery lata - od sezonu 1999/2000 do sezonu 2002/2003 i wystąpił w ponad 100 meczach. Następnie trafił do Evertonu i już na początku pobytu w Liverpoolu zapewnił sobie miejsce w pierwszym składzie. 31 sierpnia 2006 roku podpisał kontrakt z Wigan Athletic. "The Latics" zapłacili za niego dwa miliony funtów. W nowej drużynie zadebiutował 23 sierpnia w zremisowanym 1:1 ligowym spotkaniu z Blackburn Rovers. Pierwszą bramkę zdobył natomiast 15 kwietnia 2007 roku w zremisowanym 3:3 pojedynku przeciwko Tottenhamowi Hotspur. W styczniu 2009 roku podpisał kontrakt z beniaminkiem Premier League, Hull City. Łącznie w drużynie Wigan Athletic wystąpił w 76 ligowych meczach oraz zdobył dwie bramki. Do czerwca 2011 roku był wypożyczony do Huddersfield Town. W 2011 roku był także wypożyczony do Derby County. 5 lipca 2012 roku podpisał jednoroczny kontrakt z Coventry City. 8 grudnia 2012 roku ogłosił zakończenie kariery.

## Kariera reprezentacyjna
Kilbane w reprezentacji Irlandii zadebiutował 9 września 1997 roku w meczu przeciwko Islandii. W 2002 roku pomocnik ten wystąpił na mistrzostwach świata, na których wraz z kadrą dotarł do 1/8 finału, przegrywając po rzutach karnych z Hiszpanią. Następnie Kilbane brał udział w nieudanych dla Irlandii eliminacjach do Euro 2004 oraz Mistrzostw Świata 2006. Wychowanek Preston North End należy do ścisłej czołówki piłkarzy z największą liczbą występów dla drużyny narodowej. Na swoim koncie ma już ponad 100 oficjalnych spotkań, w których strzelił siedem bramek.